# Arthur Laban Bates

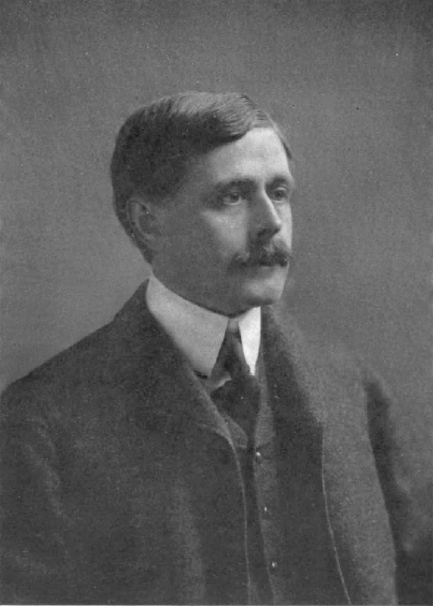
Arthur Laban Bates

Arthur Laban Bates (* 6. Juni 1859 in Meadville, Pennsylvania; † 26. August 1934 ebenda) war ein US-amerikanischer Politiker. Zwischen 1901 und 1913 vertrat er den Bundesstaat Pennsylvania im US-Repräsentantenhaus.

## Werdegang
Arthur Bates war der Neffe von John M. Thayer (1820–1906), der unter anderem US-Senator für Nebraska und Gouverneur dieses Staates war. Er wurde zunächst privat unterrichtet. Im Jahr 1880 absolvierte er das Allegheny College in Meadville. Nach einem anschließenden Jurastudium und seiner 1882 erfolgten Zulassung als Rechtsanwalt begann er ab 1884 in Meadville in diesem Beruf zu arbeiten. Dazwischen setzte er in den Jahren 1882 und 1883 seine Ausbildung an der University of Oxford in England fort. Zwischen 1889 und 1896 war Bates auch juristischer Vertreter seiner Heimatstadt Meadville. Ab 1899 war er zusätzlich in der Zeitungsbranche tätig.
Politisch war Bates Mitglied der Republikanischen Partei. Bei den Kongresswahlen des Jahres 1900 wurde er im 26. Wahlbezirk von Pennsylvania in das US-Repräsentantenhaus in Washington, D.C. gewählt, wo er am 4. März 1901 die Nachfolge von Athelston Gaston antrat. Nach fünf Wiederwahlen im 25. Distrikt seines Staates konnte er bis zum 3. März 1913 sechs Legislaturperioden im Kongress absolvieren. In den Jahren 1905 und 1911 war er amerikanischer Delegierter auf der Internationalen Friedenskonferenz in Brüssel bzw. in Rom. Im Jahr 1912 verzichtete er auf eine erneute Kandidatur.
Nach dem Ende seiner Zeit im US-Repräsentantenhaus arbeitete Arthur Bates wieder als Rechtsanwalt und im Zeitungsgeschäft. Außerdem wurde er in der Bankenbranche tätig. Im Juni 1924 nahm er als Delegierter an der Republican National Convention in Cleveland teil, auf der Präsident Calvin Coolidge zur Wiederwahl nominiert wurde. Er starb am 26. August 1934 in Meadville.